# Die Fremde (Hertmans)
Die Fremde (niederländisch De Bekeerlinge) ist ein historischer Roman des belgischen Schriftstellers Stefan Hertmans, erschienen im Jahr 2016 bei De Bezige Bij, Amsterdam. Die deutsche Übersetzung erschien 2017 bei Hanser Berlin.

## Handlung
Die junge Vigdis Adelaïs wächst als Tochter normannischer Adeliger in der zweiten Hälfte des 11. Jahrhunderts in Rouen auf. Als sie auf ihren Wegen durch die Stadt die jüdische Jeschiwa passiert, fällt ihr ein junger Mann auf. Es handelt sich um David Todros, den Sohn des Oberrabbiners von Narbonne, der zu Ausbildungszwecken in der Normandie weilt. Sie verlieben sich ineinander und er bringt ihr infolgedessen die Religion des Judentums näher. Als ihre Verbindung ruchbar wird, wird Vigdis von ihrer Familie in ein Kloster gesandt. Mit Davids Hilfe gelingt ihr die Flucht und sie treten zu Fuß die Überlandreise nach Narbonne an, stets in Sorge, dass die von Vigdis Vater ausgesandten Häscher sie finden und zurückbringen könnten. Denn die Liaison der christlichen Vigdis mit dem Juden Todros wird nicht akzeptiert. Nach einer langen Reise durch Frankreich erreichen sie Toulouse, wo das Paar nach jüdischem Recht vermählt wird. Vigdis wird in die Familie aufgenommen, sie trägt fortan den Namen Hamutal. Sie müssen jedoch auch aus Narbonne flüchten und finden im in den französischen Alpen gelegenen Dorf Monieux Zuflucht. Sie können in Monieux bleiben und das Paar bekommt drei Kinder.
Im Jahr 1095 ruft Papst Urban II. die Christenheit zum Kreuzzug und zur Wiedereroberung Jerusalems auf. 1096 führt der provenzalische Adelige Raimund IV. von Toulouse ein Heer südfranzösischer Soldaten auf dem Weg in den Nahen Osten an. Dem Heer haben sich auch zahlreiche einfache Bürger, Laienprediger und Kaufleute angeschlossen. Als das Heer Monieux erreicht, verlangt es von der Dorfbevölkerung Kost und Logis. Dabei gerät die jüdische Gemeinde ins Fadenkreuz der fanatisierten Kreuzfahrer. Über die Nacht werden fast alle jüdischen Bewohner des Dorfes getötet, auch David Todros. Hamutal überlebt, ihre zwei älteren Kinder werden jedoch entführt.
Von den Ereignissen völlig aus der Bahn geworfen macht sich Hamutal auf die Reise nach Jerusalem, in dem Ansinnen, ihre Kinder zu finden. Bei sich trägt sie ein Empfehlungsschreiben des Rabbis von Monieux, Joshua Obadja. In diesem wird ihr Schicksal dargelegt und jüdische Gemeinden darum gebeten, ihr zu helfen. Sie schlägt sich alleine mit ihrem dritten Kind durch Italien. Dort lassen ihr jüdische Gemeinden dann Unterstützung anerfahren, wodurch sie Ägypten erreicht. Auf dem Weg vom Mittelmeer ins Landesinnere verliert  sie trotz Pflege durch zwei ihr fremde Frauen das dritte Kind an eine Krankheit. Angekommen in Kairo bricht sie in der Nähe der dortigen Synagoge zusammen.
In Kairo nimmt sich die jüdische Gemeinde ihrer an. Nach kurzer Zeit begegnet sie Schmuel, dem Gaon der Jeschiwa und obersten jüdischen Rechtsgelehrten der Gemeinde in Kairo. Dieser verliebt sich in sie und hält um ihre Hand an. Schließlich willigt sie in die Hochzeit ein und heiratet Schmuel. Ihr Leben stabilisiert sich; sie bekommt mit Schmuel einen Jungen. Der Junge ist noch ein Säugling, als sie erfährt, dass ihre beiden ersten Kinder noch leben; sie sollen in Rouen bei ihren Eltern sein. Die Nachricht wirft sie stark aus der Bahn; ihr geistiger Zustand verschlechtert sich in dieser Zeit. Sie entschließt sich in Absprache mit Rabbi Todros, nach Frankreich zu reisen, um ihre Kinder zurückzuholen. Eines Nachts entführt sie ihren Sohn und reist ohne Schmuel zu informieren nach Frankreich. In Narbonne angekommen, werden ihr für die Weiterreise nach Rouen zwei jüdische Begleiter zur Seite gestellt, Rabbi Obadja und Tom Jow, ein Vetter von David. Angekommen in Nájera, auf dem Weg zur Atlantikküste, wird sie von fränkischen Rittern erkannt. Ihre Begleiter versuchen noch, sie zu retten. Ihr immer weiter zerrütteter Geist macht dies jedoch unmöglich. Sie wird schließlich als von Dämonen besessene Hexe verbrannt.

## Form
Hertmans Roman arbeitet auf zwei Ebenen. Der Erzählung der historischen Handlung stellt er seine eigenen Recherchen über Vigdis Adelaïs gegenüber. Er vollzieht ihre Reise nach und sucht aus damaliger Zeit noch erhaltene Gebäude. Als letzte Etappe nach Kairo reist er nach Cambridge. Dort ist das Empfehlungsschreiben von Rabbi Obadja heute Teil einer jüdischen Dokumentensammlung.

## Rezeption
In den veröffentlichten Kritiken wurde das Buch überwiegend positiv aufgenommen und auf den Bezug zu Flucht und Migration in heutiger Zeit hingewiesen. Lothar Müller urteilt in der Süddeutschen Zeitung: „Die Form des historischen Romans schlägt es aus und mit ihr das Imperfekt einer in sich ruhenden, zurückblickenden Erzählerstimme. An ihre Stelle tritt die Obsession der Nähe, die an den Dokumenten entzündete Einbildungskraft.“ Den Unterschied zum klassischen historischen Roman betont auch Anja Hirsch in der Frankfurter Allgemeinen Zeitung: „Am Einzelschicksal Geschichte zu begreifen, ist das Erfolgsrezept historischer Romane. Deren zwei Hauptfehler unterlaufen Hertmans immerhin nicht: Historismus ist seine Sache nicht. Und die Kreuzzüge sind auch keineswegs nur schauriger Dekor für eine fesselnde Geschichte.“ Sigrid Löffler kritisiert für den Deutschlandfunk, dass vor allem Hertmans Reiseberichte sich zu stark von der eigentlich zu erzählenden Geschichte lösen, eine Schwachstelle, die auch von Hirsch thematisiert wird. Jedoch endet auch Löffler mit dem Fazit: „Dennoch sorgt „Die Fremde“ für bannende Lektüre, denn der Roman spiegelt unsere heutige Welt der Migranten, der Flüchtlinge und der Heiligen Kriege in der unsicheren, turbulenten Epoche des Abendlands vor tausend Jahren.“
Die Übersetzung ins Deutsche durch Ira Wilhelm wurde 2018 mit dem Else-Otten-Übersetzerpreis ausgezeichnet.
Der Komponist Wim Henderickx nutzte den Roman als Vorlage für seine Oper The Convert, die 2022 unter dem Titel De bekeerlinge in Antwerpen uraufgeführt wurde.

## Textausgaben
- De Bekeerlinge. De Bezige Bij, Amsterdam 2016, ISBN 978-94-031-5171-7.
- Die Fremde. Übersetzt von Ira Wilhelm. Carl Hanser Verlag, München 2017, ISBN 978-3-446-25469-5.